# فنسنت وارد
فنسنت وارد (بالإنجليزية: Vincent Ward)‏ هو سياسي نيوزلندي، ولد في 4 يناير 1886 في نيوزيلندا، وتوفي في 9 فبراير 1946 في نيوزيلندا. حزبياً، نشط في United Party (New Zealand) ‏. وقد انتخب عضو مجلس النواب النيوزيلندي.